# Kevin Randall
Kevin Stuart Randall (ur. 6 maja 1966 w New London) – amerykański duchowny katolicki, arcybiskup nuncjusz apostolski w Bangladeszu.

## Życiorys
25 lipca 1992 otrzymał święcenia kapłańskie i został inkardynowany do diecezji Norwich. W 1997 rozpoczął przygotowanie do służby dyplomatycznej na Papieskiej Akademii Kościelnej. W 2001 rozpoczął pracę w nuncjaturze apostolskiej w Rwandzie. Następnie był sekretarzem nuncjatury w Serbii (2004–2006) i Słowenii (2006–2010). Następnie był radcą nuncjatur w Peru (2010–2013), Południowej Afryce (2013–2016), Meksyku (2016–2020) i w Austrii (2020–2023). 

### Episkopat
13 sierpnia 2023 papież Franciszek mianował go nuncjuszem apostolskim w Bangladeszu oraz arcybiskupem tytularnym Glenndálocha. 
4 listopada 2023 przyjął sakrę w Katedrze św. Patryka w Norwich z rąk nuncjusza apostolskiego w Stanach Zjednoczonych kard. Christophe Pierre'a.  